# Я не Рафаэль
«Я не Рафаэль» — пятый студийный альбом российского поп-певца Филиппа Киркорова, состоящий из 19 песен. Записан на студии General Records (Австрия). Песни, вошедшие в этот альбом, составили второе отделение концерта «Я не Рафаэль», премьера которого состоялась 4 — 8 марта 1994 года в ГЦКЗ «Россия» (Москва). Альбом вышел 13 августа 1994 года. 

## Особенности альбома
- По признанию Филиппа Киркорова, этот альбом записывался на пике его счастья[1].
- Это первый альбом Киркорова, вышедший с буклетом (из 13 разворотов) с фотографиями с его одноимённых концертов и некоторых фотосессий.
- Знаменитую песню «Я поднимаю свой бокал» он посвятил Алле Пугачевой, ставшей в тот год его женой[2].
- Песню «Ночь» Филипп посвятил своей матери, которой не стало 30 апреля 1994 года, в 27-й день рождения Филиппа[2].

## Список композиций
| №   | Название                                  | Текст песни        | Музыка           | Длительность |
| --- | ----------------------------------------- | ------------------ | ---------------- | ------------ |
| 1.  | «Я не Рафаэль» (сокращённая версия)       | Игорь Николаев     | Игорь Николаев   | 4:03         |
| 2.  | «Сумасшедший вечер» (сокращённая версия)  | Герман Витке       | Леонид Агутин    | 3:13         |
| 3.  | «Там, где идёт игра» (сокращённая версия) | Герман Витке       | Леонид Агутин    | 3:37         |
| 4.  | «Ты скажи мне, вишня» (1993)              | Владимир Харитонов | Евгений Мартынов | 3:53         |
| 5.  | «Примадонна»                              | Я. Трусов          | А. Лукьянов      | 3:36         |
| 6.  | «Я поднимаю свой бокал»                   | А. Никольский      | А. Никольский    | 4:40         |
| 7.  | «Марина» (1993)                           | С. Таратута        | А. Лукьянов      | 3:20         |
| 8.  | «Кто такой Филипп Киркоров»               | И.Резник           | А.Лукьянов       | 3:28         |
| 9.  | «Ночь»                                    | Л. Агутин          | Л. Агутин        | 3:31         |
| 10. | «Грустный ангел»                          | Леонид Дербенёв    | Дитер Болен      | 3:55         |
| 11. | «Между летом и зимой» (2 версия)          | Б. Вахнюк          | А. Пугачева      | 3:12         |
| 12. | «Ты не одна»                              | Р. Казакова        | А. Лукьянов      | 4:07         |
| 13. | «С глаз долой, из сердца вон»             | Я. Трусов          | А. Лукьянов      | 3:28         |
| 14. | «Страна моя, тебе не до концертов»        | Л. Дербенев        | Т. Русев         | 3:47         |
| 15. | «Лишь позавчера» (2 версия)               | Л.Дербенев         | Ralf René Maué   | 3:52         |
| 16. | «Митрофан» (2 версия)                     | Ю. Дружков         | В. Окороков      | 3:32         |
| 17. | «Песня о себе» (2 версия, сокращенная)    | Л. Дербенев        | И. Матета        | 3:36         |
| 18. | «Пропади всё пропадом»                    | И. Резник          | А. Потёмкин      | 4:34         |
| 19. | «Пташечка моя»                            | Л. Дербенев        | А. Морозов       | 3:42         |

## История создания
В одном из израильских ресторанчиков Тель-Авива Киркоров услышал песню «про вишню», в исполнении неизвестной певицы. Поинтересовавшись, Филипп узнал, что песня принадлежит перу Евгения Мартынова. Приехав в Москву, он находит ноты и просит сделать аранжировку. «Ты скажи мне, вишня…» становится хитом. Только в отличие от трёхкуплетного оригинала, у Филиппа Киркорова только два куплета.
Из воспоминаний Филиппа:
[Спасибо] маленькой студии в Твери, в которой работают большие мастера своего дела — Игорь Лалетин и Валера Демьянов, а также Миша, который не дал нам умереть с голоду во время длительных часов работы на студии. Игорю Николаеву за песню „Я не Рафаэль“, давшую название моей новой сольной программе. Александру Лукьянову за песни, которые стали популярными. Евгению Мартынову и Владимиру Харитонову — авторам песни „Ты скажи мне, вишня“, которых я всегда буду помнить и любить. Леониду Петровичу Дербеневу — известному мастеру шлягеров. Конечно же, Леониду Агутину, стремительно ворвавшемуся в мое творчество, тем самым обновив его новыми красками. Толгату Тухтамышеву — соло-гитара, Валентину Ильенко — саксофон, солистам моей группы „Теодор“ за их талант и терпение в работе со мной. Лине Арифулиной, Роману Родину и Любови Гречишниковой за огромный труд в постановке шоу „Я не Рафаэль“, в котором прозвучали все эти песни.

## Клипы
| Год  | Клип                        | Режиссёр                    |
| ---- | --------------------------- | --------------------------- |
| 1993 | «Ты скажи мне, вишня»       | Михаил Хлебородов           |
| 1993 | «Марина»                    | Александр Файфман           |
| 1993 | «Между летом и зимой»       | Алла Пугачёва               |
| 1994 | «Примадонна»                | Алла Пугачёва               |
| 1994 | «Я поднимаю свой бокал»     | Роман Родин, Лина Арифулина |
| 1994 | «Кто такой Филипп Киркоров» | Роман Родин                 |
| 1994 | «Пташечка моя»              | Сергей Кальварский          |

## Награды
- 1993 год: фестиваль Песня года, песня «Ты скажи мне, вишня»
- 1994 год: фестиваль Песня года, песня «Примадонна»

## Кавер-версии
- «Грустный ангел» — Romeo & Juliet Blue System
- «Лишь позавчера» — London Nights London Boys
- «Страна моя, тебе не до концертов» — «Незабрава» Катя Филипова[болг.]
- «Ты скажи мне, вишня» — Евгений Мартынов

## Концерты
Песни из альбома стали основой для новой программы Киркорова:
- «Я не Рафаэль»:
  - 4 — 8 марта 1994 года — ГЦКЗ «Россия» (Москва)[6]
  - 10 — 15 марта 1994 года — БКЗ «Октябрьский» (Санкт-Петербург)
  - май 1994 года — «Венчальный тур» по Израилю с А.Пугачевой
  - ноябрь 1994 года — тур по США
- «Я не Рафаэль» — 2:
  - 7 — 8 марта 1995 года — БКЗ «Октябрьский» (Санкт-Петербург, съемки программы «Парад парадов»)[7],[8]
  - март 1995 года — тур по Германии
  - май 1995 года — тур по Израилю
  - 19 — 26 ноября 1995 года — театр Эстрады (Москва)[9]